# 拉伊德萊·薩帕塔
拉伊德萊·薩帕塔（西班牙語：Rayderley Zapata，1993年5月26日—），西班牙體操運動員，他代表西班牙隊參加了日本舉行的2020年夏季奧林匹克運動會，並且在男子自由體操比賽上獲得銀牌。